# Дурень (фільм)
«Дурень» (рос. Дурак) — російський соціальний драматичний фільм 2014 року режисера Юрія Бикова. Присвячено Олексію Балабанову. Визнано однією з головних подій в російському кіномистецтві 2014 року, завоювала багато нагород.

## Синопсис
Дія відбувається в провінційному російському місті. Молодого слюсаря-сантехніка Дмитра Нікітіна, який попутно вчиться на інженера-будівельника, серед ночі викликають до гуртожитку, де прорвало водогінну трубу. Під час огляду Нікітін визначає, що будівля, яка перебуває без ремонту майже 40 років, знаходиться в аварійному стані і може завалитися будь-якої хвилини. У гуртожитку проживають понад вісімсот людей, які навіть не підозрюють про небезпеку, що їм загрожує.
Нікітін знаходить спосіб повідомити про це мерові міста, Галагановій, яка саме тоді відзначає свій 50-річний ювілей у ресторані. Мер збирає (у малому залі ресторану) високопоставлених чиновників міста на термінову нараду: падіння будівлі загрожує фінансовою перевіркою, у підсумку якої може розкритися масштабне розкрадання бюджету міста протягом багатьох років, здійснене мером і її підлеглими. Хоча Галаганова схильна ухвалити рішення про евакуацію людей з будівлі, вона незабаром розуміє, що розселити мешканців терміново неможливо. Тоді мер зі своїм заступником і «сірим кардиналом», Богачовим, приймають рішення звалити провину на своїх підлеглих, начальника пожежної охорони Матюґіна і начальника департаменту ЖКГ Федотова, а їх самих вбити та звинуватити, що вони втекли з міста. Начальник поліції, отримавши вказівку від мера, повідомляє Нікітіну, Матюґіну та Федотову, що евакуація мешканців вже проводиться, і запрошує їх проїхати переконатися в цьому на місці. Однак замість гуртожитку, поліціянти відвозять їх у глухе місце. Перед розстрілом Федотов вмовляє їх відпустити молодого сантехніка. Поліціянти наказують Нікітіну мовчати і негайно покинути місто разом із родиною.
Нікітін поспішає додому і тієї ж ночі тікає з дружиною та сином, певний, що мешканців гуртожитку вже розселяють, але дорогою бачить, що біля гуртожитку нічого не відбувається. Посварившись із дружиною, яка не поділяє його ставлення до події, бо люди у гуртожитку їм ніхто, але й не хоче відпускати його, тому що боїться за сім'ю, Нікітін біжить в гуртожиток і починає будити його мешканців з криком, що будівля падає. На світанку йому вдається вигнати всіх на вулицю, проте один з місцевих алкоголіків налаштовує натовп проти сантехніка, і того жорстоко б'ють. Неживе тіло Нікітіна залишається під гуртожитком, а мешканці йдуть назад у будівлю.

## У ролях
| Актор              | Роль                                              |
| ------------------ | ------------------------------------------------- |
| Артем Бистров      | Дмитро Нікітін                                    |
| Наталія Суркова    | мер Галаганова                                    |
| Юрій Цурило        | заступник мера Богачов                            |
| Олександр Коршунов | Іван Нікітін, батько Дмитра                       |
| Ольга Самошина     | мати Нікітіна                                     |
| Борис Невзоров     | начальник служби ЖКГ Федотов Федір Матвійович     |
| Кирило Полухін     | начальник пожежної охорони міста Анатолій Матюгин |
| Дар'я Мороз        | дружина Нікітіна Маша                             |
| Сергій Арцибашев   | начальник служби охорони здоров'я Тульський       |
| Дмитро Куличков    | п'яниця з гуртожитку                              |
| Олена Панова       | дружина п'яниці                                   |
| Максим Пинскер     | начальник УВС Саяпин                              |
| Любов Руденко      | головний бухгалтер Разуміхіна                     |
| Ірина Нізіна       | співробітниця мерії Черненко                      |
| Петро Баранчєєв    | помічник мера Ємельянов                           |

## Зйомки
Зйомки фільму проходили в Тулі і Москві. Для зйомок напівзруйнованої будівлі було знайдено дійсний гуртожиток у Тулі (вул. Металургів, д. 85). Тріщини, що повзуть стіною, було створено художниками, і з точки зору фізики неможливі ні за обрисам, ні за напрямками зламів. Декорація мала розмір вісім метрів завширшки і три заввишки, а решту домалювали комп'ютером. Усередині приміщень на чотирьох поверхах тріщини були справжніми, їх, за згодою мешканців, зробила знімальна група (по закінченню зйомок за рахунок творців картини було зроблений невеликий ремонт).
Сімейні сцени в будинку Нікітіна знімалися у звичайній московській квартирі в Кузьмінках. Під час зйомок господарі квартири знаходилися у сусідній кімнаті. Картина присвячується пам'яті Олексія Балабанова.

## Реакція
У СНД було всього 17 копій фільму для кінотеатрів і фільму не вдалося здобути свого глядача, касові збори за 3 тижні прокату в СНД становили 23 115 $. Фільм став відомим у СНД тільки в січні 2015 року, через місяць після виходу, коли з'явилася можливість подивитися його не в кінотеатрі, тоді ж він і потрапив у топ-250 «Кінопошуку». Сильний вплив на таку популярність зробила позитивна рецензія на фільм від BadComedian, завдяки якій кінострічка зібрала 1,5 млн переглядів на YouTube. Юрій Биков погоджується з тим, що позитивний огляд Badcomedian допоміг фільму стати популярним.
Сценарій написано самим режисером. Жорсткий портрет невеликого містечка, влади якого загрузли в корупції, а заплуталися, вкрай деморалізовані жителі впали в тупе байдужість до власної долі, вбудовується в той же ряд сучасного соціального реалізму.

## Саундтрек
- «Кино» — «Спокойная ночь»
- «Лесоповал» — «Я куплю тебе дом»
- Ірина Аллегрова — «С днём рождения»
- Михайло Шуфутинський — «Старое кафе»

## Нагороди та номінації
- Кінофестиваль «Кінотавр»-2014:
  - Приз ім. Г. Горіна за кращий сценарій (Юрій Биков)
  - Диплом Гільдії кінознавців і кінокритиків Росії («За безкомпромісність художнього висловлювання»)
- Кінофестиваль в Локарно[5]:
  - приз екуменічного журі
  - приз молодіжного журі
  - приз за кращу чоловічу роль (Артем Бистров)
- Другий приз 8-го Фестивалю російського кіно «Супутник над Польщею» (Варшава)[6]
- Фестиваль європейського кіно «Дез Арк» у Греноблі[7]:
  - ґран-прі — «Кришталева стріла»
  - премія за кращу операторську роботу (Кирило Клепалов)
  - премія молодіжного журі
- Премія Гільдії кінознавців і кінокритиків Росії «Білий слон» за кращу жіночу роль другого плану — Наталії Сурковій[8]
- Кінопремія «Ніка»:
  - премія за кращу жіночу роль другого плану — Дар'я Мороз
  - премія за кращу сценарну роботу — Юрій Биков
  - номінація на премію за кращий фільм року
  - номінація на премію за кращу жіночу роль другого плану — Наталя Суркова
  - номінація на премію за кращу чоловічу роль — Артем Бистров
- 5-й Забайкальський кінофестиваль (Чита)[9]:
  - Головний приз
  - приз за кращу жіночу роль — Наталя Суркова